# مهندسون بلا حدود (فلسطين)
مهندسون بلا حدود – فلسطين (بالإنجليزية: Engineers Without Borders (Palestine))‏ واختصارها EWB-Palestine هي منظمة خيرية غير ربحية وغير حكومية مسجلة مقرها فلسطين. تتمثل مهمتها في «الشراكة مع المجتمعات الفلسطينية المحرومة لتحسين نوعية حياتهم من خلال تنفيذ مشاريع هندسية مستدامة بيئيًا واقتصاديًا، مع تطوير المهندسين المسؤولين دوليًا وطلاب الهندسة». تُعد الممثل الوطني الفلسطيني ضمن مجموعة مهندسون بلا حدود الدولية. يقر مقرها في مدينة بيت لحم.

## التاريخ
في أغسطس 2005، تم إنشاء مهندسون بلا حدود – فلسطين وكانت عضو مؤقت في مهندسون بلا حدود الدولية. في تموز 2006 ، تم تسجيلها كمنظمة غير ربحية في وزارة الداخلية في فلسطين. في سبتمبر 2008 ، صارت مهندسون بلا حدود – فلسطين الممثل الوطني في مجلس مجموعة مهندسون بلا حدود الدولية.